# بن گیبسون
بنجامین جیمز گیبسون (انگلیسی: Benjamin James Gibson؛ زادهٔ ۱۵ ژانویهٔ ۱۹۹۳) بازیکن فوتبال اهل انگلستان است.
از باشگاه‌هایی که در آن بازی کرده‌است می‌توان به میدلزبرو، پلیموث آرگیل، یورک سیتی، ترانمره راورز و برنلی اشاره کرد.